# Ciudad del Niño (station)
Ciudad del Niño är en tunnelbanestation i tunnelbanesystemet Metro de Santiago i Santiago i Chile. Nästföljande station i riktning mot Vespucio Norte är Departamental och i riktning mot La Cisterna Lo Ovalle.